# Perlaggen
Perlaggen (regional auch Perlåggen) ist ein traditionelles Kartenspiel, das hauptsächlich in Südtirol, im Tiroler Oberland und im Raum Innsbruck gespielt wird.

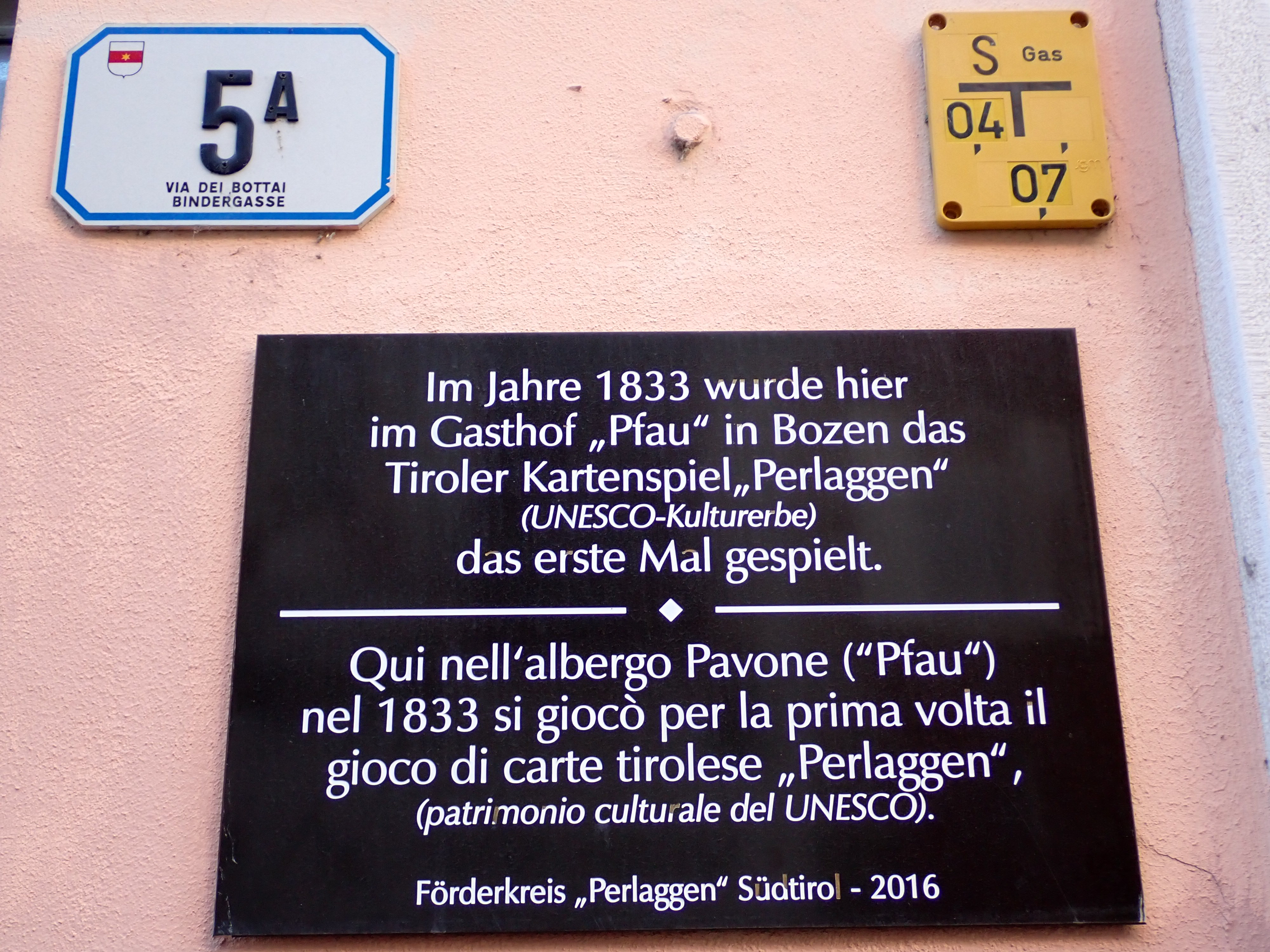
Erinnerungsschild in der Bindergasse in Bozen

## Entstehung
Der Ursprung dieses Kartenspiels liegt im Südtiroler Etsch- und Eisacktal. Die Anfänge des Perlaggens lassen sich bis ins 19. Jahrhundert zurückverfolgen. Bereits im ältesten Perlaggerbüchlein aus dem Jahr 1853 wird von diesem Spiel berichtet. Beim ersten Perlaggerkongress, der am 19. April 1890 in Innsbruck tagte, wurden die Erfinder, sowie der Ort und das Erfindungsjahr festgelegt. Als Erfinder wurden dabei die Kanzlisten Alois von Perkhammer und Josef Pfonzelter und die Forstbeamten Ferdinand Gile und Johann Saxer, als Entstehungsort das Bozner Gasthaus „Zum Pfau“ in der Bindergasse und als Erfindungsjahr das Jahr 1833 festgelegt. Ebenso wurden bei diesem Kongress Spielregeln festgehalten, die jedoch nicht immer genau eingehalten bzw. in den meisten Orten verändert wurden.

### Namensgebung
Ursprünglich hatten die bevorzugten Karten keinen Namen. Erst einige Jahre später tauchte der Begriff Perlagg auf, und zwar in der Gegend um Salurn. Als „Berlicche“ wird in dieser Gegend der Teufel bezeichnet. Ähnlich wie der Teufel, kann auch der Perlagg in jeder möglichen und gerade passenden Kartenform erscheinen.

## Spielverlauf
Das Spiel wird mit dem bekannten Deutschen Blatt und zwar mit 33 Karten, also mit dem Weli, gespielt. Das Spiel kann zu zweit, zu viert oder zu sechst gespielt werden, gewöhnlich spielt man zu viert, zwei gegen zwei. Die Partner sitzen sich kreuzweise gegenüber, wobei jeder Spieler fünf Karten erhält. Es gibt aber auch eine Abart, die nur zu zweit mit sieben Karten gespielt wird.
Das Spiel hat vier Farben:
| Eichel | Laub | Herz | Schell |
| ------ | ---- | ---- | ------ |
|        |      |      |        |

Der Rang der Farben untereinander ist gleich. Jede Farbe zählt dabei acht Blätter nach bekannter Rangordnung: Ass, König, Ober, Unter, Zehner, Neuner, Achter, Siebener; dazu kommt der Weli. Bei Beginn des Spieles gibt der Spieler, der die höchste Karte abgehoben hat, an. Bevor er ausgibt, muss er seinen Nachbarn zur Rechten (von der Gegenpartei) abheben lassen. Wenn der zum Abheben Berechtigte einen von den Perlaggen abhebt, so kann er ihn behalten. Ist unter dem abgehobenen Perlagg noch einer, so gehört auch dieser dem Abheber, ebenso ein dritter und vierter. Es ist also möglich, dass der Abheber alle vier ständigen Perlaggen heraushebt. Der Abheber ist verpflichtet, allen Spielern den oder die abgehobenen Perlaggen zu zeigen. Hat er dieser Pflicht genügt, braucht er während des Spieles niemandem mehr mitzuteilen, was er abgehoben hat. Nach dem Abheben werden die Karten nach links hin ausgeteilt. Jeder Spieler erhält fünf Karten, und zwar das erste Mal zwei, das zweite Mal drei. Der Geber hat darauf zu achten, ob und wie viele Perlaggen der Abheber herausgehoben hat; hat er einen herausgehoben, erhält er das erste Mal nur eine Karte; hat er zwei herausgehoben, gar keine; hat er drei herausgehoben, das erste Mal gar keine, das zweite Mal zwei; bei vier herausgehobenen Perlaggen das erste Mal keine und das zweite Mal eine.
Macht der Geber da einen Fehler und gibt z. B. dem Abheber, obwohl er einen Perlaggen herausgehoben hat, das erste Mal zwei Karten, so können die Gegner verlangen, dass noch einmal neu gemischt und neu ausgegeben wird. In diesem Falle kommt der vom Geber rechts Sitzende zum Vorteil, ein zweites Mal abheben zu dürfen. Auch die Perlaggen, die er allenfalls beim zweiten Mal abhebt, darf er behalten.
Hat der Geber die Karten richtig ausgeteilt, so dass jeder der vier Spieler fünf Karten in der Hand hat, so schlägt er die nächste Karte, also die einundzwanzigste, als Trumpf auf, d. h. die Farbe, die er aufschlägt, ist die Trumpffarbe und sticht die Karten der drei anderen Farben. Es sind also 21 Karten im Spiel. Zwölf bleiben verdeckt auf dem Tisch liegen. Der Geber ist verpflichtet, allen Mitspielern einmal die oberste und unterste Karte (Luck und Boden) zu zeigen. Danach dürfen diese Karten von keinem Spieler mehr angeschaut werden. Von der Trumpffarbe haben nun wieder drei Karten, und zwar der Siebener, der Unter und der Ober, den Rang eines Perlaggs und heißen daher Trumpfperlaggen. Diese drei Trumpfperlaggen haben dieselben Eigenschaften wie die vier ständigen Perlaggen. Sie sind jedoch im Rang niederer als die vier ständigen Perlaggen. Die Rangordnung unter ihnen ist Siebener, Unter, Ober.

### Die vier ständigen Perlaggen
Unter den 33 Karten, mit denen perlaggt wird, befinden sich vier sogenannte ständige Perlaggen. Diese vier Karten, sind allen anderen dadurch überlegen, dass sie erstens alle anderen Karten stechen und dass man sie zweitens nach Belieben in eine andere Karte verwandeln, das heißt taufen kann. Diese getaufte Karte darf man natürlich nur einmal verwenden. Diese Karten sind also:
- Herzkönig ist die höchste Stichkarte und wird nach König Maximilian I. von Bayern als Maxl bezeichnet.
- Weli der geschriebene Weli (zweithöchste Karte)
- Schellen 7, der kleine Weli oder Schellspitz (dritthöchste Karte)
- Eichel 7, Eichelspitz (vierthöchste Karte)

Hat der Geber als Trumpf einen Siebener, Unter oder Ober, also einen Trumpfperlagg, aufgeschlagen, und hat er einen anderen Trumpf in seinen fünf Karten, so hat er das Recht, den aufgeschlagenen Trumpfperlagg mit dem Trumpf, den er in der Hand hat, auszutauschen. Wird einer von den vier ständigen Perlaggen aufgeschlagen, so ist jene Farbe Trumpf, der er angehört, also bei Herzkönig Herz usw., und er kann auch mit einer Karte derselben Farbe ausgetauscht werden. Der Weli gilt dabei als Schell. Hat der Geber keinen Trumpf, kann er also nicht austauschen, so geht das Recht des Austauschens auf seinen Partner über. Hat auch der keinen Trumpf, so bleibt der Perlagg liegen. Die Gegenpartei darf ihn auf gar keinen Fall austauschen. Ist einmal ausgespielt und die erste Karte zugegeben oder diese gestochen worden, so hat die zum Austausch berechtigte Partei den Anspruch auf das Austauschen verloren. Es darf daher die Gegenpartei durch Auswerfen dem Austauschen nicht vorgreifen. Vergisst oder übersieht die zum Austausch berechtigte Partei das Austauschen, so ist das ihr eigener Fehler, von dem sie nur selbst den Schaden hat. Für die Gegenpartei ist es sehr wichtig, sich zu merken, wer abgetauscht hat und was für ein Perlagg abgetauscht wurde. Man ist, wenn das Spiel einmal im Gange ist, keinesfalls mehr verpflichtet, zu sagen, was abgetauscht wurde und wer abgetauscht hat. Ist nun also ausgegeben und ausgetauscht, so kann das Spiel beginnen.

### Deuten
Eine Besonderheit beim Perlaggen ist das Deuten. Die Partner dürfen sich durch Zeichengeben (Deuten) über ihre Karten gegenseitig verständigen. Sie können sich die Anzahl, die Rangstufe der Perlaggen und Trümpfe gegenseitig anzeigen, aber auch direkt befragen. In der Regel wird jedoch gedeutet. Karten zeigen ist nicht erlaubt.

### Figuren
Beim Perlaggen gibt es drei Figuren: das Gleich, den Hanger und das Spiel, um diese drei Figuren dreht sich das Perlaggen.
Gleich: Gleich nennt man zwei oder mehrere Karten desselben Ranges, z. B. zwei Zehner, drei Könige usw. Zwei Asse nennt man ein „Gleich höchst“ oder „höchstes Gleich“. Zwei gleich hohe Karten gelten als „einfaches Gleich“, drei als „dritziges Gleich“, vier als „viertiges“ und fünf als „fünftiges“. Besteht dieses mehrfache Gleich aus Assen, so spricht man von einem „höchst dritzigen“, „höchst viertigen“ usw.
Hanger: Der Hanger besteht aus zwei oder mehreren Karten derselben Farbe, die in ihrer Rangordnung unmittelbar aufeinander folgen, z. B. Eichelzehner, Eichelunter, Eichelober, Eichelkönig usw. Der Hanger heißt „höchst“, wenn er aus den höchsten Karten, König und Ass, derselben Farbe besteht.
Spiel: Da jeder Spieler fünf Karten hat, wird die eine Partei drei oder mehrere, die andere aber nur zwei oder weniger Stiche machen. Die Partei, die drei Stiche macht, hat das Spiel und schreibt sich einen oder mehrere Gutpunkte, je nachdem, ob die Gegner das Spiel gut gelassen oder gehalten haben. Man lässt häufig der Gegenpartei das Spiel gut, d. h. man schenkt es, um nicht die eigenen Karten, die beim Spiel um die zwei anderen Figuren, Gleich und Hanger, wichtig sein könnten, herunterzulegen und dadurch seine Karten verraten zu müssen.

### Trumpf – Farbe
Trumpf sticht alle Farben. Es muss unter allen Umständen Farbe bekannt werden, auch dann, wenn die Farbe des Ausspielers von einem Zwischenmann mit einem Trumpf oder einem Perlagg gestochen worden ist. Alle Perlaggen sind unabhängige Karten und gelten weder als Farbe noch als Trumpf. Wird ein Perlagg ausgespielt oder im Verlaufe des Spieles heruntergelegt, so muss derselbe sofort von seinem Besitzer getauft werden, d. h. es muss angegeben werden, als welche Karte derselbe zu gelten hat. Tauft der Perlagg-Besitzer die Karte nicht, dann wird der Perlagg zur einfachen Karte. Ein einmal getaufter Perlagg darf unter keinen Umständen mehr umgetauft werden. Mit den Perlaggen braucht man weder Trumpf noch Farbe zu bekennen, weil sie gewissermaßen zu keiner bestimmten Farbe gehören.

### Das Bieten
Das Bieten beim Perlaggen geschieht mit den Worten: „Ich biete mein Gleich!“, „Ich biete das Spiel!“ oder „Gleich geboten!“ usw. Es ist darauf zu achten, dass der Spieler, der bietet, wirklich die Worte „Ich biete …“ oder „… geboten!“ gebraucht. Sagt er beispielsweise nur „Gleich!“ oder „Spiel!“, so hat er es nach den Spielregeln noch nicht geboten. Ist etwas geboten worden, so muss die Gegenpartei augenblicklich darauf Antwort geben.
Die zwei Spieler, die zusammen eine Partei bilden, sind Partner und gelten gegenüber den Gegnern als eine einzige Person. Einer ist also für den anderen verantwortlich und beide haften gemeinsam.
Das Spiel geht über 18 Punkte. Das Spielerpaar, das zuerst 18 Punkte erreicht, gewinnt das Spiel.

## Verschiedenes
Seit 2004 gibt es in Südtirol einen „Förderkreis Perlaggen“, welcher alljährlich eine „Meisterschaft in Perlaggen“ veranstaltet. Im Jahr 2015 fand die „6. Gesamt-Tiroler Meisterschaft in Perlaggen“, bei der auch Nordtiroler-Perlaggenspieler dabei waren, statt.
Das traditionelle Tiroler Kartenspiel Perlåggen wurde in das „Österreichische Verzeichnis des Immateriellen Kulturerbes“ – mit Beschluss der österreichischen UNESCO-Kommission vom 17. März 2016 – aufgenommen.
Die Bewerbung durch das Institut der Alpenländischen Traditionskartenspiele – unter der Leitung von Hubert Auer und Mitarbeit von Bernhard Moll und Peter Blaas – konnte erfolgreich mit der Aufnahme in das Österreichische Verzeichnis des Immateriellen Kulturerbes abgeschlossen werden.
Die Verleihung der Urkunde anlässlich der Aufnahme in das Österreichische Verzeichnis des Immateriellen Kulturerbes fand am 17. Juni 2016, im Schloss Eggenberg in der Steiermark statt. Zugleich wird im Tiroler Volkskunstmuseum in Innsbruck eine Vitrine die aktuell dem Perlaggen gewidmet ist, ausgestellt.